# Les Cubitt
Pas d'image ? Cliquez ici

a Compétitions nationales et continentales officielles uniquement.

b Matchs officiels uniquement.
Les Cubitt, né en 1892 et mort en 1968, est un joueur australien de rugby à XIII évoluant au poste de centre ou de demi d'ouverture dans les années 1910 et 1920. En club, il a effectué sa carrière tout d'abord à Glebe avant de la poursuivre aux Eastern Suburbs avec qui il remporte le New South Wales Rugby League en 1913. Il a également été appelé aux New South Wales Blues et en sélection d'Australie. Il est admis au temple de la renommée du rugby à XIII australien en 2008.